# Ann French
Ann French (25 de julio de 1960) es una deportista estadounidense que compitió en bádminton. Ganó una medalla de bronce en los Juegos Panamericanos de 1995, en la prueba de dobles.

## Palmarés internacional
| Juegos Panamericanos | Juegos Panamericanos      | Juegos Panamericanos | Juegos Panamericanos |
| Año                  | Lugar                     | Medalla              | Prueba               |
| -------------------- | ------------------------- | -------------------- | -------------------- |
| 1995                 | Mar del Plata (Argentina) | Medalla de bronce    | Dobles               |